# Львівхолод (Львів)
Міні-футбольний клуб «Львівхолод» — український футзальний клуб у Львові. З сезону 2009/10 по 2012/13 виступав у Першій лізі України з футзалу.

## Історія
Футзальний клуб «Львівхолод» був заснований у Львові у 2009 році і представляв компанію «Львівхолод». У сезоні 2009/10 команда брала участь у професійних змаганнях Першої ліги, посівши 7 місце в групі А. У наступному сезоні 2010/11 клуб посів четверте місце в групі А Першої ліги. Лише в сезоні 2011/12, посівши друге місце в групі А, вони кваліфікувалися до фінального турніру, де стали четвертими. У наступному сезоні, знову як друге місце групи А, вони кваліфікувалися до фінального турніру, а потім зайняли друге місце у першій лізі. Однак через фінансові причини клуб відмовився від переходу до Екстра-ліги, а потім був розпущений.

## Кольори клубу
| Білий | Синій |

Гравці клубу зазвичай грали вдома у білих футболках і синіх шортах.

## Досягнення
Перша ліга
- Друге місце: 2012—2013